# Мишин, Александр Степанович
Александр Степанович Ми́шин (30 апреля 1923, c. Са́сово — 18 августа 1944, г. Шяуляй) — гвардии красноармеец, Герой Советского Союза (посмертно).

## Биография
Родился 30 апреля 1923 года в селе Сасово, ныне город Рязанской области, в семье служащего железной дороги. Русский. После 7 классов средней школы, продолжил обучение в железнодорожном училище №2 Министерства трудовых резервов в г. Сасово. Не закончил, призван в Красную Армию. 
В Красной Армии — с 1942 года. Участвовал в боях против фашистов с мая 1944 года. Служил гвардии рядовым 3-го батальона 2-й гвардейской мотострелковой Минско-Гданьской Краснознаменной бригады.

## Подвиг
Участник операции "Багратион". В составе 2 гвардейской мотострелковой Минско-Гданьской Краснознаменной бригады освобождал от  немецко-фашистских захватчиков территорию Белоруссии и Литвы. 
18 августа 1944 года в боях за высоту 132,9 западнее города Шяуляй противник при поддержке множества танков и бронетранспортёров перешёл в атаку и ворвался в боевые порядки нашей пехоты. Сложилась угрожающая ситуация для нашей миномётной батареи. Рядовой Мишин взял связку гранат и бросился под гусеницы «Тигра». Ценой своей жизни он помог отразить атаку противника.

## Награды
Указом Президиума Верховного Совета СССР от 24 марта 1945 года Александру Степановичу Мишину присвоено звание Героя Советского Союза (посмертно).

## Память
- Именем Александра Мишина названа улица в городе Са́сове. Там же поставлен памятник.
- Памятные доски на здании школы и училища в городе Сасово